# The USENIX Special Interest Group for Sysadmins
The USENIX Special Interest Group for Sysadmins (o SAGE) è un'associazione informatica internazionale no-profit, composta da amministratori di sistema. Attualmente è un Gruppo Speciale di Interesse nel contesto dell'associazione USENIX.
SAGE descrive sé stessa in questo modo:
"Essa è organizzata per migliorare il livello professionale degli amministratori di sistema, stabilire standard di eccellenza e riconoscere coloro che li raggiungono, sviluppare linee guida per migliorare le capacità tecniche e gestionali dei professionisti e promuovere attività che migliorino lo stato dell'arte della comunità."
Fino al novembre 2003 SAGE si chiamava System Administrators Guild.

## Storia
Nel giugno 2004 venne proposto di non considerare più SAGE come un semplice gruppo di interesse ma renderlo una divisione di USENIX. Il 27 ottobre 2005 il gruppo di USENIX, con voto unanime, boccio' la mozione che avrebbe portato alla separazione di SAGE, dichiarando che era meglio considerarla una sotto-organizzazione.
Senza alcun rappresentante favorevole nel direttivo di USENIX divenne chiaro che SAGE non sarebbe mai divenuta una organizzazione a se'. Alcuni membri di rilievo si spostarono in un nuovo gruppo, il LOPSA, che venne fondato proprio per rimpiazzare il ruolo che avrebbe dovuto avere SAGE se fosse divenuta un ente indipendente.

## Attività principali
- Sponsorizzazione (insieme a USENIX) dell'annuale conferenza per gli amministratori di sistema, LISA
- Mantenimento di numerose mailing lists tecniche e professionali
- Produzione e diffusione della newsletter SAGEnews, che raccoglie notizie ed informazioni di interesse per i sistemisti
- Compilazione annuale delle statistiche sui salari per gli amministratori di sistema
- Pubblicazione di manuali e libri di interesse nel settore
- Promozione e miglioramento del codice etico per gli amministratori di sistema
- Produzione di un certificato professionale, chiamato cSAGE